# Rhynchostegiella laeviseta
Rhynchostegiella laeviseta là một loài rêu trong họ Brachytheciaceae. Loài này được Broth. mô tả khoa học đầu tiên năm 1929.